# Nils T. Bjørke

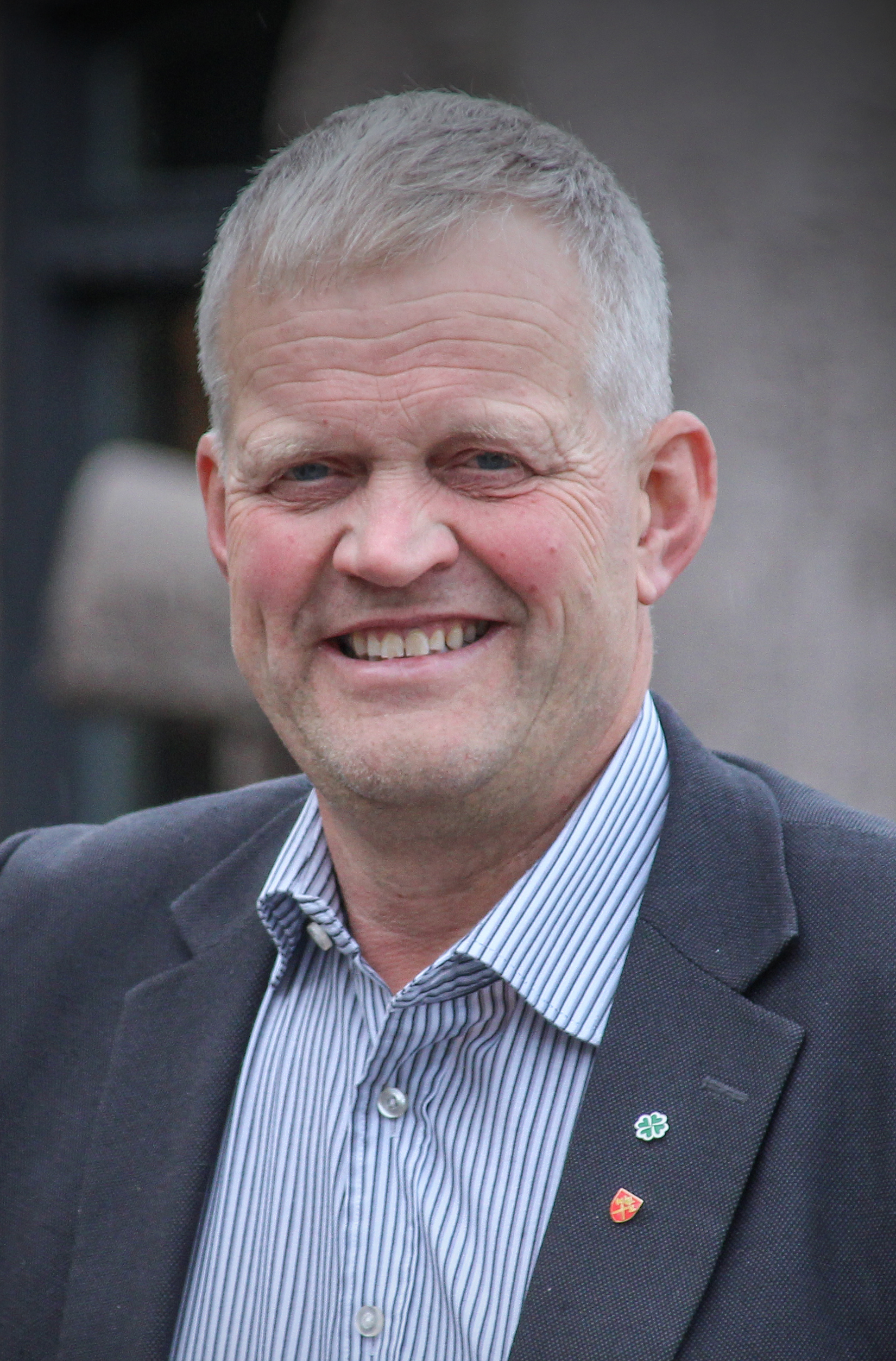
Nils T. Bjørke, 2017

Nils T. Bjørke (* 9. März 1959 in Voss) ist ein norwegischer Agrarfunktionär und Politiker der Senterpartiet (Sp). Er stand von 2009 bis 2014 dem norwegischen Bauernverband Norges Bondelag vor, seit 2017 ist er Abgeordneter im Storting.

## Leben
Bjørke ist als Landwirt tätig und betreibt einen eigenen Hof in der Gemeinde Voss. Von 2000 bis 2006 stand er dem Bauernverband Norges Bondelag in der damaligen Provinz Hordaland vor, anschließend wurde er Mitglied im Vorstand der gesamtnorwegischen Vereinigung. In den Jahren 2009 bis 2014 war er schließlich deren Vorsitzender. Zwischen 2000 und 2009 war er außerdem Teil des Vorstands der nationalen Entwicklungsorganisation Innovasjon Norge in Hordaland.
Im Jahr 2015 wurde er Mitglied im Kommunalparlament von Voss und im Fylkesting von Hordaland. Bjørke zog nach der Parlamentswahl 2017 erstmals in das norwegische Nationalparlament Storting ein. Dort vertritt er den Wahlkreis Hordaland und ist Mitglied im Kontroll- und Verfassungsausschuss, dessen stellvertretender Vorsitzender er ist. Zudem wurde er zum vierten Vizepräsidenten des Parlaments gewählt. Im Anschluss an die Wahl 2021 wählte man ihn am 9. Oktober 2021 zum zweiten Vizepräsidenten des Parlaments. Bjørke wurde nach der Wahl erneut Mitglied im Kontroll- und Verfassungsausschuss. Im Februar 2025 wechselte er während der laufenden Legislaturperiode in den Wirtschaftsausschuss. Im Vorfeld der Stortingswahl 2025 wurde er von seiner Partei nur auf den letzten Platz der Senterpartiet-Wahlliste in Hordaland gewählt.
Bjørkes Großmutter war die Senterpartiet-Politikerin Karen Grønn-Hagen.